# Vila Paraíso (Goiânia)
Vila Paraíso é um bairro de Goiânia, localizado na região central, próximo a bairros como Centro Oeste, Vila Santa Helena e Marechal Rondon.
De acordo com o Instituto Brasileiro de Geografia e Estatística (IBGE), divulgados pela prefeitura, no Censo 2010 a população da Vila Paraíso era de 1.252 pessoas.
O bairro foi criado em 23 de Março de 1954, oriundo da propriedade de Domingos Tocafundo, situado na antigo Setor Capim Puba.
Segundo dados da Prefeitura de Goiânia, a Vila Santana faz parte do 22º subdistrito de Goiânia, chamado de Marechal Rondon. O subdistrito abrange, além dos dois bairros, o Setor Centro Oeste (Parte), Setor Criméia Oeste, Vila Abajá, Vila Irany, Vila Isaura, Vila Santana, Vila Perdiz, Vila Santa Helena, Vila São Francisco, Vila São Luiz e Vila Vera Cruz.